# سوزان برنار
سوزان برنار (بالفرنسية: Suzanne Bernard)‏ (19 نوفمبر 1932 - 17 يوليو 2007)، ناقدة فرنسية، تعدّ رائدة صياغة مصطلح "قصيدة النثر"، وتسويغه في الأدب الحديث. أعدت برنار في العام 1958 أطروحة لنيل شهادة الدكتوراه في الآداب، تحت عنوان: قصيدة النثر: من بودلير حتى أيامنا هذا" (Le Poème en prose, de Baudelaire Jusqu'à nos jours) في جامعة باريس، وبلغ عدد صفحاتها عندما نشرت الأطروحة في فرنسا في كتاب، نحو 814 صفحة، موزعة على ثلاثة فصول مع مقدمة تاريخية عن قصيدة النثر ما قبل بودلير.
- ترجمت أقسام من كتاب برنار إلى العربية أكثر من مرة، وتأثر بها بدايةً، كل من أنسي الحاج، وأدونيس، كما احتفلت مجلة شعر البيروتية بأطروحة برنار في وقتها، ونشرت بعض أجزاء منها على صفحاتها، ثم ما لبثت أن انتشرت كتابة قصيدة النثر العربية.